# Euxoa velleripennis
Euxoa velleripennis là một loài bướm đêm trong họ Noctuidae.